# 粪箕笃
粪箕笃（学名：Stephania longa），又名千金滕，是防已科千金藤属的植物。分布于台湾岛以及中国大陆的广西、福建、广东、海南、云南等地，生长于海拔1,500米的地区，多生长于灌丛或林缘，目前尚未由人工引种栽培。

## 异名
- Stephania hispidula (Yamamoto) Yamamoto

## 糞箕篤全株之藥用價值
糞箕篤味微苦且澀，性卻平，能清熱解毒、利尿消腫。